# Керн, Иоганн Конрад
Иоганн Конрад Керн (нем. Johann Conrad Kern; 11 июня 1808, Берлинген кантон Тургау, Швейцарии — 14 апреля 1888, Цюрих) — швейцарский политический деятель, юрист и дипломат. Председатель Федерального суда, один из авторов Конституции Швейцарской конфедерации 1848 года.
Один из важнейших государственных деятелей в швейцарской истории XIX века. Начинал политическую карьеру в качестве депутата кантона Тургау (1832—1853). Девять раз избирался президентом кантона. С 1832 по 1852 год он также был членом Комитета по образованию.
В 1837—1850 гг. — председатель кантонального суда и президент Кантональной комиссии по юстиции.
Был одним из авторов и редактором Конституции Швейцарской конфедерации 1848 года, первым президентом Федерального суда, членом национального совета (1848—1854) и Совета кантонов Швейцарской конфедерации (1855—1857), президентом Национального Совета (1850—1851), президентом совета школ, соучредителем Швейцарской высшей технической школы Цюриха.
С 1857 по 1883 год был послом (в ранге министра) Швейцарии в Вене и Франции. Как дипломат, несколько раз выступал в качестве миротворца.
Автор мемуаров «Воспоминания политика 1833—1883», (1887) (Politische Erinnerungen 1833 bis 1883, (1887))